# Sonic the Hedgehog (8 біт)
Sonic the Hedgehog (яп. ソニック ザ ヘッジホッグ, Сонікку дза Хедзіхоггу, укр. Їжак Сонік) — відеогра в жанрі платформер, випущена у 1991 році. Є першою грою однойменної серії, розробленої для приставок Master System та Game Gear. Пізніше проєкт не раз портувався на різні ігрові платформи кількох поколінь та входив до складу кількох збірників.
Ігровий процес 8-бітної Sonic the Hedgehog практично нічим не відрізняється від 16-бітної версії. За сюжетом лиходій гри доктор Роботнік прагне захопити весь світ. Головний герой, їжак Сонік, збирається порушити плани вченого. Гравець повинен пройти ряд рівнів, збираючи на шляху золоті кільця та атакуючи ворогів.
Sonic the Hedgehog була розроблена компанією Ancient. Після виходу цієї гри Sega припинила підтримку приставки Master System у Північній Америці. 8-бітна версія отримала позитивні відгуки від критиків, однак їй не вдалося завоювати належної популярності серед фанатів через слабкі продажі Master System і Game Gear. У 1992 році вийшов сиквел — Sonic the Hedgehog 2.

## Ігровий процес

Сонік на рівні «Bridge Zone» (скриншот версії для Sega Master System). Саме цю локацію зображено на обкладинці гри

Sonic the Hedgehog є жанровим платформером, виконаним у двовимірній графіці. За сюжетом доктор Роботнік побудував на Південному острові (англ. South Island) свою базу і почав конструювати роботів, званих бадниками (англ. badnik). За допомогою цих машин учений збирається захопити весь світ і знайти дорогоцінне каміння - Смарагди Хаосу. Головний герой - їжак, на ім'я Сонік - вирішує звільнити своїх друзів, знищити роботів, отримати каміння першим і порушити плани лиходія.
Ігровий процес практично нічим не відрізняється від свого 16-бітного побратима: гравцеві доведеться пройти шість різноманітних ігрових зон («Green Hill», «Bridge», «Jungle», «Labyrinth», «Scrap Brain» та «Sky Base»), кожна з яких поділена на три акти та заповнена певними ворогами-роботами. Сонік може швидко бігати та атакувати ворогів за допомогою стрибка або згортання у кульку. На рівнях розкидані золоті кільця. Вони є захистом від ворогів, а при зборі 100 штук гравцеві дається додаткове життя Якщо Соніку буде завдано шкоди, він втратить всі кільця і не зможе їх наново зібрати, без них при повторному нападі персонаж може загинути. Крім кілець, на рівні також розкидані бонуси, що зберігаються в спеціальних моніторах, наприклад, додаткове життя або контрольна точка. На кожній локації прихований один Ізумруд Хаосу (загалом їх шість), збір яких впливає на кінцівку гри. Проходження кожного акта обмежено десятьма хвилинами; в залежності від витраченого на проходження часу, в кінці акту гравцю присуджуються бонуси у вигляді додаткових очок, кілець або життя. У разі смерті персонажа гра починається заново або з контрольної точки. Дійшовши до кінця рівня, гравець повинен відзначити його завершення, торкнувшись таблички із зображенням Роботніка; наприкінці третього акта проходить битва з босом - професором Роботніком.
При зборі 50 кілець гравець може потрапити на спеціальний рівень - «Special Stage». Щоб перейти туди, гравець зобов'язаний у першому або другому акті торкнутися таблички із зображенням доктора Роботніка, після чого на картинці повинен з'явитися знак оклику. Потрапивши на спеціальний етап, Сонік за певний час збирає кільця та отримує за це додаткові очки та життя.

## Розробка та вихід гри

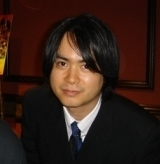
Композитор Sonic the Hedgehog та засновник студії Ancient — Юдзо Косіро

Гра була розроблена компанією Ancient за підтримки Sega. 8-бітний Sonic the Hedgehog запозичує з 16-бітної версії ігровий процес, і розробники, створюючи ігровий світ, вирішили взяти звідти рівні «Green Hill», «Labyrinth» та «Scrap Brain». Проте локації «Bridge», «Jungle» і «Sky Base» були розроблені дизайнерами з нуля і є повністю оригінальними. У порівнянні з проєктом від Sonic Team гра від Ancient через апаратні обмеження консолей вийшла спрощеною. Геймплей також зазнав незначних змін. Наприклад, контрольні точки, в яких автоматично зберігається гра, щоб не перегравати рівень спочатку у разі загибелі Соніка, замінені моніторами. Для збереження слід стрибнути на монітор. Якщо персонаж отримує пошкодження, то кільця губляться і не можуть бути повторно зібрані.
Для написання музичного супроводу були частково використані мелодії Масато Накамури, решту саундтреку написав чиптюн-музикант Юдзо Косіро. За його словами, він намагався зберегти відчуття оригінальної музики із 16-бітної версії. Семпл теми рівня «Bridge» пізніше був використаний в одному з найбільш продаваних синглів Джанет Джексон «Together Again» (1997). Музика «Bridge» пізніше була використана в грі Sonic Adventure як частина теми персонажа лисеня Тейлза «Believe in Myself», виконаної Карен Брейк. Австралійський хіт-сингл «Accidently Kelly Street», виконаний групою Frente! 1992 року, — це повільна версія ще одного треку Косіро, теми рівня «Jungle».
Sonic the Hedgehog вийшла для консолей Master System та Game Gear в 1991 році. Між ними є кілька відмінностей у ігровому процесі та плануванні рівнів. Крім того, на портативній приставці більш вузький екран, а в основній - висока палітра кольорів. Крім оригінальної версії існує безліч портів для консолей різних поколінь. Гра була перевидана на Wii та Nintendo 3DS за допомогою Virtual Console, а також з'явилася на Windows та Nintendo GameCube як мінігра в Sonic Adventure DX: Director’s Cut. 8-бітна Sonic the Hedgehog також доступна у збірнику Sonic Mega Collection Plus.

## Оцінки та відгуки
| Агрегатор    | Оцінка        | Оцінка | Оцінка |
| Агрегатор    | Master System | SGG    | Wii    |
| ------------ | ------------- | ------ | ------ |
| GameRankings | 75 %          |        |        |

| Видання                    | Оцінка        | Оцінка      | Оцінка |
| Видання                    | Master System | SGG         | Wii    |
| -------------------------- | ------------- | ----------- | ------ |
| AllGame                    | [ 18 ]        | [ 5 ]       |        |
| Computer and Video Games   | 9/10          |             |        |
| Eurogamer                  |               |             | 8/10   |
| GamePro                    |               | 4,4/5 4,8/5 |        |
| GamesRadar+                | 9/10          | 9/10        |        |
| IGN                        |               |             | 7,5/10 |
| Official Nintendo Magazine |               |             | 58 %   |

Від ігрової преси Sonic the Hedgehog здобула високі оцінки. За даними сайту GameStats, середня оцінка платформера становить 8,6 балів для Game Gear і 7,7 балів для перевидання на Wii. На GameRankings портована версія для консолі Wii має середню оцінку рівно 75%. Незважаючи на позитивні відгуки, грі, на відміну від 16-бітної версії, не вдалося завоювати належну популярність через погані продажі консолей. Проте сайт GamesRadar у 2012 році помістив Sonic the Hedgehog на п'яту позицію у списку найкращих ігор серії.
У своєму огляді Кайл Найт з AllGame пише, що Сонік зможе зачарувати навіть тих гравців, хто раніше не міг нормально проходити платформери. Як доказ він навів геймплей. Про нього Найт висловився так: «Навіть на Game Gear з її маленьким екраном та обмеженнями в роботі процесора ви [гравець] відчуєте, як Сонік швидко рухається». Автор огляду розкритикував низький рівень складності, але високо оцінив графічну складову. Йому сподобалася висока деталізація рівнів, а саму графіку він вважав яскравою та барвистою. Позитивно Найт відгукувався про музику та звукові ефекти, які, на його думку, додають відчуття швидкості.
Лукас Томас із сайту IGN зазначив, що гра заслуговує на скачування з Wii Shop. У порівнянні з однойменною грою для Mega Drive/Genesis вона виглядає простіше, але від цього не менш цікава. Крім того, критик пише, що створені розробниками рівні наголошують на унікальність проєкту. «Це її [Sonic the Hedgehog] змушує почуватися повністю окремою грою, а не портом», - написав Томас. На закінчення журналіст порадив користувачам Wii придбати Sonic the Hedgehog з чистої цікавості, тому що вона дійсно заслуговує на увагу з боку гравців.
Позитивний відгук залишив представник GamesRadar Джастін Тауелл. На його думку, Sonic the Hedgehog ніколи не буде нудним. У плюси гри рецензент записав геймплей та дизайн рівнів 8-бітної частини. За його словами, «ігровий дизайн тріумфує над технічними обмеженнями», оскільки на актах багато ворогів, які запам'ятовуються, а Сонік як і раніше швидкий. Критики зазнали завдання з пошуком Смарагдів Хаосу, неможливість зібрати заново втрачені кільця та відсутність повноцінного збереження. Незважаючи на ці недоліки, Тауелл оцінив Sonic the Hedgehog для консолей від Sega в 9 балів із 10.
Стриманий відгук залишили в журналі Official Nintendo Magazine, оцінивши гру лише на 58%. Незважаючи на високу швидкість, журналіст «не бачить нікого, хто захоче скачати цю гру, крім незламних фанатів Соніка». Щоб відчути «справжній смак того, наскільки гарний був Сонік раніше», в огляді порадили дотримуватися ігор Mega Drive/Genesis. Подібним чином гра була розкритикована The Video Game Critic, де проєкт отримав оцінку C+. Рецензента розчарувала відсутність мертвих петель та погані зони (але його вразив «Green Hill»), до плюсів були віднесені яскрава графіка і звукові ефекти. «Цей портативний Сонік відмінний, але якщо ви грали в кращу версію для Genesis, ця буде здаватися жахливо зробленою», - заявляє критик наприкінці огляду.

### Вплив
У 1992 році було випущено продовження - Sonic the Hedgehog 2. За сюжетом гри доктор Роботнік викрадає лисеня Майлза «Тейлз» Прауера на очах у Соніка. Їжак наважується врятувати друга від лиходія. Ігровий процес залишився практично без змін, і багато елементів Sonic the Hedgehog, таких як збір Смарагдів Хаосу на рівнях і монітори з контрольними точками, використовувалися в наступних 8-бітних іграх серії.